# قلال
بلدية قلال (بالفرنسية: Guellal) هي إحدى البلديات تابعة إداريا وإقليميا إلى دائرة عين ولمان جنوب ولاية سطيف، تحدها شمالا بلدية عين أرنات وشرقا بلدية سطيف وغربا بلدية بابور، بلغ عدد سكانها حوالي 21385 عام 2008.

## وصلات خارجية
- موقع ولاية سطيف
- مدونة التربية والتعليم (موقع مديرية التربية لولاية سطيف)
- مديرية التجارة لولاية سطيف
- إذاعة سطيف (البث الحي)

- الموقع الرسمي لمديرية التخطيط والتهيئة العمرانية لولاية سطيف
- La Compagnie genevoise des colonies suisses de Sétif الشركة الجنيفية للمستعمرات السويسرية
- سطيف انفو - عربي، فرنسي
- السطايفي - سطيف الجزائر - فرنسي
- سطيف نت - عربي، فرنسي، أمازيغي
- سطيف - فرنسي